# N13 (Niger)
Die N13 oder RN13 ist eine hochrangige Straße vom Typ Nationalstraße (französisch route nationale) in der Region Zinder in Niger.

## Verlauf und Charakteristik
Die N13 ist insgesamt 78,1 Kilometer lang. Sie beginnt im Dorf Tinkim, wo sie von der N11 abzweigt. Sie führt über den Gemeindehauptort Dantchiao zum Gemeindehauptort Dungass, wo links die Landstraße RR7-002 zur N1 und rechts die Route 728 zur Stadt Gouré einmündet. Nach dem Dorf Adaré endet die N13 an der Staatsgrenze zu Nigeria.
Es handelt sich durchgängig um eine moderne Erdstraße.